# Alexandre Coria
Alexandre Coria (22 gennaio 1993) è un copilota di rally francese, dal 2021 gareggia in coppia con Adrien Fourmaux.

## Carriera
Coria ha fatto il suo debutto come co-pilota nel 2016 insieme a Vincent Dubert in WRC-3 e J-WRC1. La coppia è costante ma non ottiene alcun podio nei due campionati.
Ha collaborato con Léo Rossel nel 2018 e successivamente con Emmanuel Guigou fino al 2021, quando ha formato un nuovo duo con Yohan Rossel. Quest'ultimo è stato campione WRC-3 alla fine della stagione con tre vittorie, mentre Coria è stato vice-campione con due vittorie. Parallelamente al mondo dei Rally lavora assieme al padre nell'azienda di lavori pubblici di famiglia.
Nel settembre 2021, è stato annunciato che Alexandre Coria era il nuovo co-pilota di Adrien Fourmaux, in sostituzione di Renaud Jamoul, per il Rally3 di Finlandia. Debutta così nel WRC4. La coppia ha ottenuto diversi piazzamenti a podio durante la stagione 2024 ed il quinto posto assoluto in classifica.

## Vittorie nel mondiale rally

### WRC-3
| # | Anno | Evento            | Pilota       | Auto              |
| - | ---- | ----------------- | ------------ | ----------------- |
| 1 | 2021 | Rally di Sardegna | Yohan Rossel | Citroën C3 Rally2 |
| 2 | 2021 | Rally di Ypres    | Yohan Rossel | Citroën C3 Rally2 |

### Altri Rally
| # | Stagione | Campionato            | Evento                                      | Pilota                | Auto                    |
| - | -------- | --------------------- | ------------------------------------------- | --------------------- | ----------------------- |
| 1 | 2020     | Coppa di Francia      | Rallye Régional d'Eccica Suaredda           | Jean-Matthieu Leandri | Volkswagen Polo GTI R5  |
| 2 | 2020     | Coppa di Francia      | Rallye National de Balagne                  | Jean-Matthieu Leandri | Volkswagen Polo GTI R5  |
| 3 | 2021     | Coppa di Francia      | Rallye National di u Paese Aiaccinu         | Jean-Matthieu Leandri | Volkswagen Polo GTI R5  |
| 4 | 2023     | Campionato austriaco  | LKW FRIENDS on the road Jännerrallye        | Adrien Fourmaux       | Ford Fiesta Rally2      |
| 5 | 2023     | Campionato britannico | Malcolm Wilson Rally - BRC National         | Adrien Fourmaux       | Ford Fiesta Rally2      |
| 6 | 2023     | Campionato britannico | Beatson’s Building Supplies Jim Clark Rally | Adrien Fourmaux       | Ford Fiesta Rally2      |
| 7 | 2023     | Campionato britannico | Rally di Ypres                              | Adrien Fourmaux       | Ford Fiesta Rally2      |
| 8 | 2023     | Campionato britannico | Trackrod Rally Yorkshire                    | Adrien Fourmaux       | Ford Fiesta Rally2      |
| 9 | 2024     |                       | Rallylegend - WRC                           | Adrien Fourmaux       | Ford Puma Rally1 Hybrid |

## Risultati nel mondiale rally

### WRC
| 2016 | Scuderia | Vettura             |  |  |  |  |    |  |    |    |    |  |    |  |    |  |  |  | Punti | Pos. |
| ---- | -------- | ------------------- |  |  |  |  | -- |  | -- | -- | -- |  | -- |  | -- |  |  |  | ----- | ---- |
| 2016 |          | Citroën DS3 R3T Max |  |  |  |  | 33 |  | 37 | 28 | 32 |  | 29 |  | 44 |  |  |  | 0     |      |

| 2019 | Scuderia | Vettura             |  |  |  |    |  |  |  |  |  |  |  |  |  |  |  |  | Punti | Pos. |
| ---- | -------- | ------------------- |  |  |  | -- |  |  |  |  |  |  |  |  |  |  |  |  | ----- | ---- |
| 2019 |          | Renault Clio RS R3T |  |  |  | 18 |  |  |  |  |  |  |  |  |  |  |  |  | 0     |      |

| 2021 | Scuderia         | Vettura                                                 |    |  |    |    |   |  |  |   |    |   |    |    |  |  |  |  | Punti | Pos. |
| ---- | ---------------- | ------------------------------------------------------- | -- |  | -- | -- | - |  |  | - | -- | - | -- | -- |  |  |  |  | ----- | ---- |
| 2021 | M-Sport Ford WRT | Alpine A110 Rally RGT Citroën C3 Rally2 Ford Fiesta WRC | 22 |  | 14 | 14 | 7 |  |  | 7 | SQ | 7 | 16 | 53 |  |  |  |  | 18    | 15º  |

| 2022 | Scuderia         | Vettura                 |     |     |     |   |     |     |   |    |     |  |  |   |  |  |  |  | Punti | Pos. |
| ---- | ---------------- | ----------------------- | --- | --- | --- | - | --- | --- | - | -- | --- |  |  | - |  |  |  |  | ----- | ---- |
| 2022 | M-Sport Ford WRT | Ford Puma Rally1 Hybrid | Rit | Rit | Rit | 9 | Rit | 135 | 7 | 18 | Rit |  |  | 8 |  |  |  |  | 13    | 16º  |

| 2023 | Scuderia         | Vettura                                    |    |  |    |    |    |     |  |  |   |    |  |   |     |  |  |  | Punti | Pos. |
| ---- | ---------------- | ------------------------------------------ | -- |  | -- | -- | -- | --- |  |  | - | -- |  | - | --- |  |  |  | ----- | ---- |
| 2023 | M-Sport Ford WRT | Ford Fiesta Rally2 Ford Puma Rally1 Hybrid | 13 |  | 16 | 12 | 15 | Rit |  |  | 8 | 11 |  | 8 | Rit |  |  |  | 8     | 20º  |

| 2024 | Scuderia         | Vettura                 |   |   |   |     |   |     |    |   |    |     |   |     |   |  |  |  | Punti | Pos. |
| ---- | ---------------- | ----------------------- | - | - | - | --- | - | --- | -- | - | -- | --- | - | --- | - |  |  |  | ----- | ---- |
| 2024 | M-Sport Ford WRT | Ford Puma Rally1 Hybrid | 5 | 3 | 3 | 171 | 4 | 154 | 34 | 4 | 34 | 211 | 5 | 325 | 3 |  |  |  | 162   | 5º   |

| 2025 | Scuderia                | Vettura              |   |     |     |    |     |    |   |   |     |  |  |  |  |  |  |  | Punti | Pos. |
| ---- | ----------------------- | -------------------- | - | --- | --- | -- | --- | -- | - | - | --- |  |  |  |  |  |  |  | ----- | ---- |
| 2025 | Hyundai Shell Mobis WRT | Hyundai i20 N Rally1 | 3 | 405 | 161 | 54 | Rit | 20 | 3 | 5 | Rit |  |  |  |  |  |  |  | 71    |      |

| Legenda | 1º posto | 2º posto | 3º posto | A punti | Senza punti | Ritirato | Squalificato | NP=Non partito C=Gara cancellata | Apice=Power stage |

### WRC-2
| 2023 | Scuderia         | Vettura            |   |  |    |    |     |     |  |  |   |    |  |  |  |  |  |  | Punti | Pos. |
| ---- | ---------------- | ------------------ | - |  | -- | -- | --- | --- |  |  | - | -- |  |  |  |  |  |  | ----- | ---- |
| 2023 | M-Sport Ford WRT | Ford Fiesta Rally2 | 5 |  | 71 | 42 | 103 | Rit |  |  | 2 | 42 |  |  |  |  |  |  | 67    | 8º   |

| Legenda | 1º posto | 2º posto | 3º posto | A punti | Senza punti | Ritirato | Squalificato | NP=Non partito C=Gara cancellata | Apice=Power stage |

### WRC-3
| 2016 | Scuderia | Vettura             |  |  |  |  |   |  |   |   |   |  |   |  |   |  |  |  | Punti | Pos. |
| ---- | -------- | ------------------- |  |  |  |  | - |  | - | - | - |  | - |  | - |  |  |  | ----- | ---- |
| 2016 |          | Citroën DS3 R3T Max |  |  |  |  | 5 |  | 5 | 4 | 8 |  | 7 |  | 6 |  |  |  | [ 4 ] |      |

| 2021 | Scuderia | Vettura           |  |  |    |   |    |  |  |    |    |  |  |  |  |  |  |  | Punti | Pos. |
| ---- | -------- | ----------------- |  |  | -- | - | -- |  |  | -- | -- |  |  |  |  |  |  |  | ----- | ---- |
| 2021 |          | Citroën C3 Rally2 |  |  | 31 | 2 | 13 |  |  | 12 | SQ |  |  |  |  |  |  |  | 99    | 2º   |

| Legenda | 1º posto | 2º posto | 3º posto | A punti | Senza punti | Ritirato | Squalificato | NP=Non partito C=Gara cancellata | Apice=Power stage |

### Junior WRC
| 2016 | Scuderia | Vettura             |  |  |  |  |   |  |   |   |   |  |   |  |   |  |  |  | Punti | Pos. |
| ---- | -------- | ------------------- |  |  |  |  | - |  | - | - | - |  | - |  | - |  |  |  | ----- | ---- |
| 2016 |          | Citroën DS3 R3T Max |  |  |  |  | 4 |  | 5 | 4 | 5 |  | 6 |  | 4 |  |  |  | [ 4 ] |      |

| Legenda | 1º posto | 2º posto | 3º posto | A punti | Senza punti | Ritirato | Squalificato | NP=Non partito C=Gara cancellata | Apice=Power stage |